# Ducado de la Vega

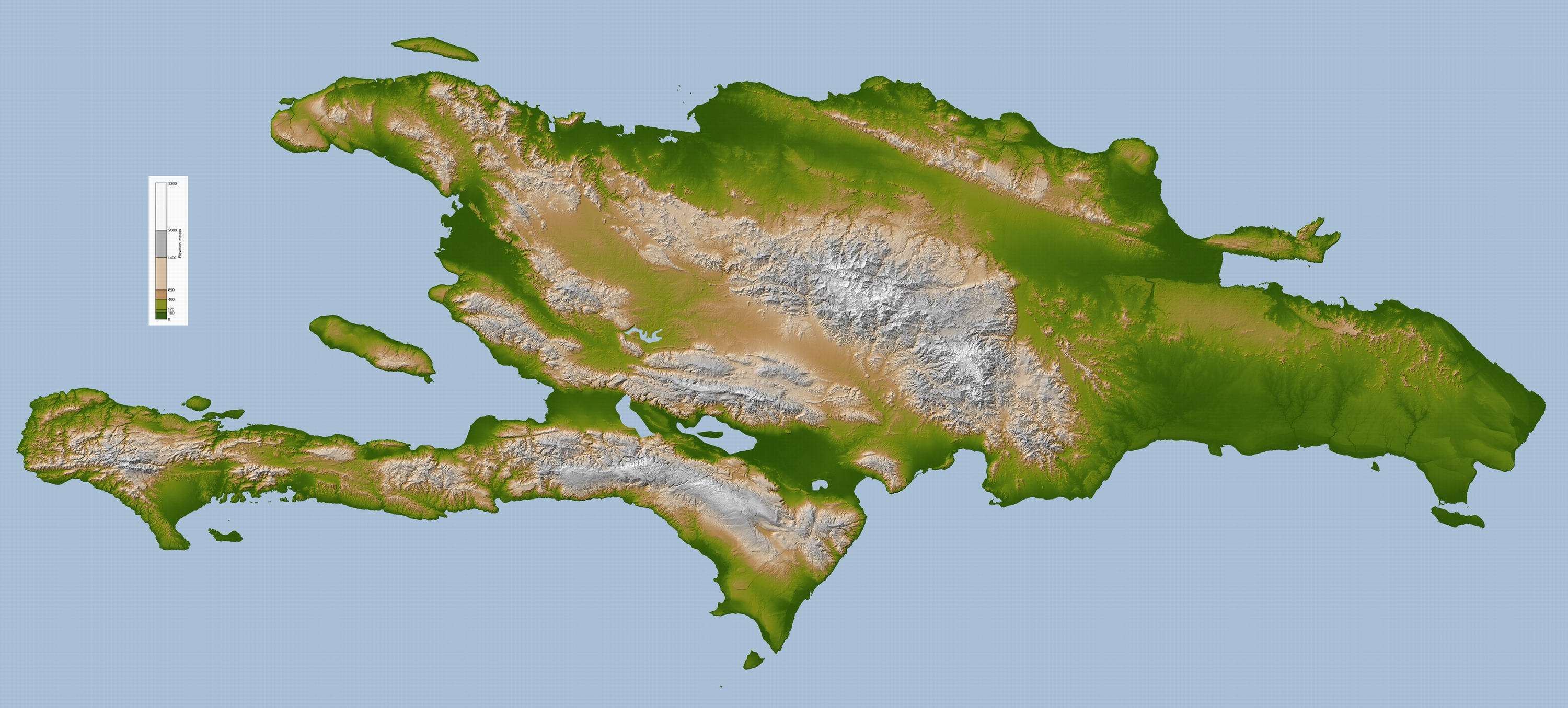
Isla La Española, llamada también de Santo Domingo, en las Antillas Mayores, del Mar Caribe.

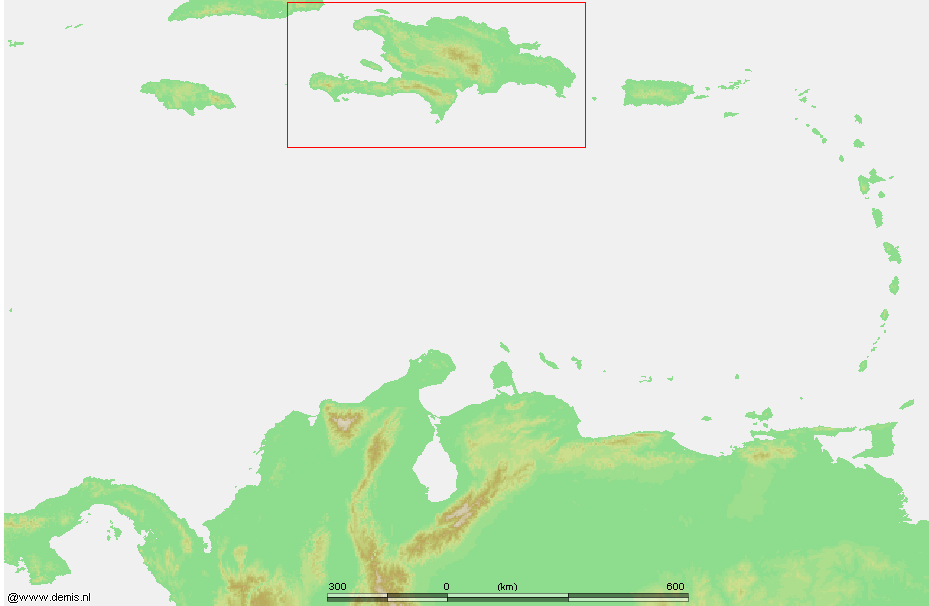
Situación de la isla La Española, en el Mar Caribe.

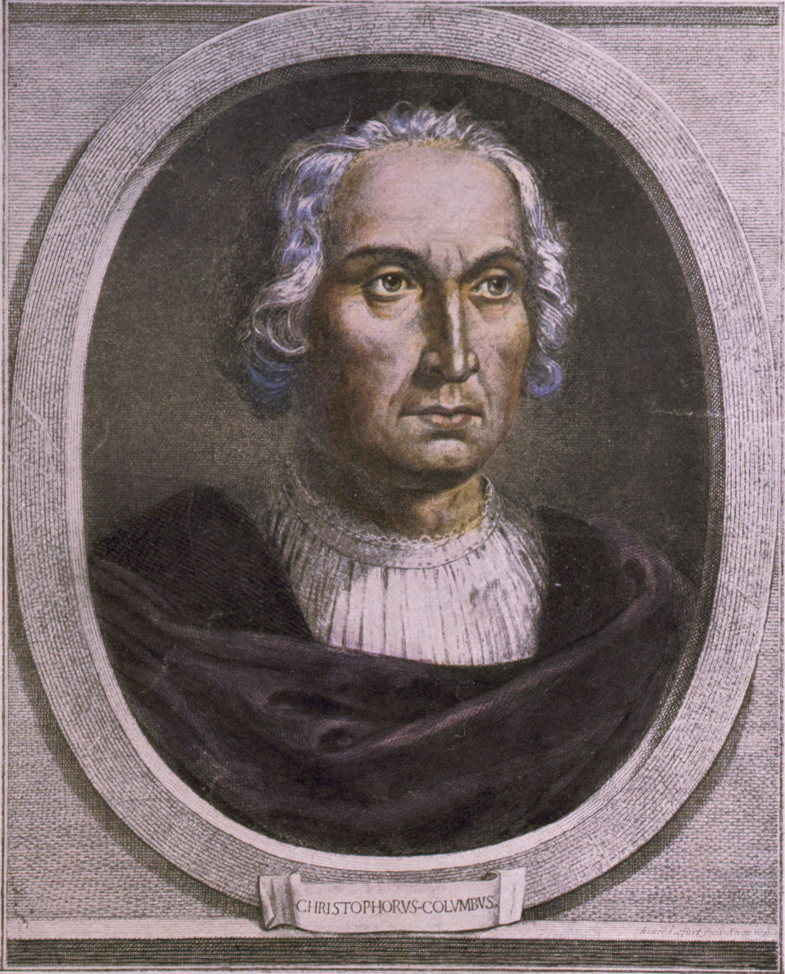
Retrato de Cristóbal Colón, fundador de la dinastía Colón, cuyo nieto fue ii duque de Veragua, i duque de la Vega de la Isla de Santo Domingo y i marqués de Jamaica.

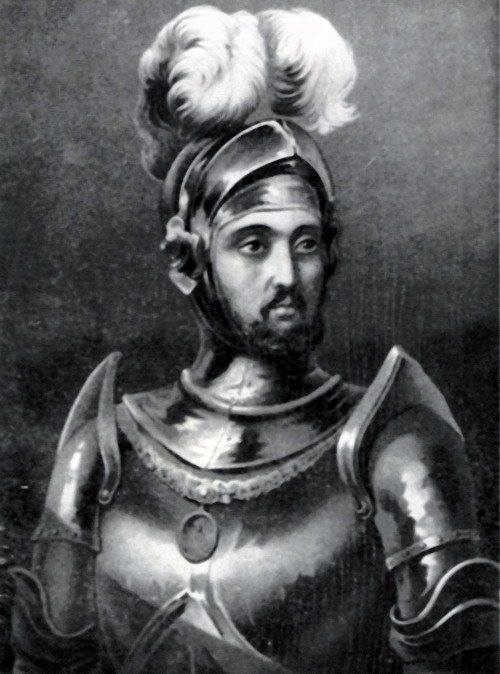
Diego Colón, padre de Luis Colón de Toledo.

El ducado de la Vega es un título nobiliario español creado con la denominación de Ducado de la Vega de la Isla de Santo Domingo, unido a la dignidad de grande de España, por el rey Felipe II de España, el 16 de marzo de 1557, a favor de Luis Colón y Álvarez de Toledo, ii duque de Veragua, i marqués de Jamaica y almirante mayor de las Indias Occidentales.
Luis Colón de Toledo, era hijo de Diego Colón y de María Álvarez de Toledo, nieto, por tanto del descubridor Cristóbal Colón.
Su denominación hace referencia a La Vega en la actual isla de la Española, llamada también isla Hispaniola o isla de Santo Domingo y que actualmente se divide en dos naciones independientes: República Dominicana y República de Haití.
El título fue rehabilitado en 1906 por María del Pilar Colón y Aguilera.
Este fue uno de los cuatro títulos nobiliarios españoles concedidos en territorios de Santo Domingo, los otros son: el marquesado de las Carreras, el vizcondado de San Rafael de la Angostura y la baronía de San Miguel de la Atalaya; no obstante, estos otros títulos están desiertos.

## Duques de la Vega
|                                 | Titular                                                | Periodo                |
| Creación por Felipe II          | Creación por Felipe II                                 | Creación por Felipe II |
| ------------------------------- | ------------------------------------------------------ | ---------------------- |
| i                               | Luis Colón de Toledo                                   | 1557-1572              |
| ii                              | Felipa Colón de Mosquera                               | 1572-1577              |
| iii                             | Cristóbal Colón de Cardona                             | 1577-1583              |
| iv                              | Nuño Colón de Portugal                                 | 1583-1622              |
| v                               | Álvaro Colón de Portugal                               | 1622-1636              |
| vi                              | Pedro Nuño Colón de Portugal                           | 1636-1673              |
| vii                             | Pedro Manuel Colón de Portugal y de la Cueva           | 1673-1710              |
| viii                            | Pedro Colón de Portugal y Ayala                        | 1710-1712              |
| ix                              | Catalina Ventura Colón de Portugal                     | 1712-1739              |
| x                               | Jacobo Francisco Fitz-James Stuart y Colón de Portugal | 1739-1785              |
| xi                              | Carlos Bernardo Fitz-James Stuart y Silva              | 1785-1787              |
| xii                             | Mariano Colón de Larreátegui y Jiménez de Embún        | 1787- 1821             |
| xiii                            | Pedro Colón y Ramírez de Baquedano                     | 1821 -1866             |
| xiv                             | Cristóbal Colón y de la Cerda                          | 1866-1906              |
| Rehabilitación por Alfonso XIII |                                                        |                        |
| xv                              | María del Pilar Colón y Aguilera de la Cerda           | 1906-1931              |
| xvi                             | Ramón Colón de Carvajal y Hurtado de Mendoza           | 1931-1941              |
| xvii                            | Cristóbal Colón de Carvajal y Maroto                   | 1956-1986              |
| xviii                           | Cristóbal Colón de Carvajal y Gorosábel                | 1986-2011              |
| xix                             | Ángel Santiago Colón de Mandalúniz                     | 2011–actualidad        |

## Historia de los duques de la Vega
- Luis Colón y de Toledo (1522-1572), i duque de la Vega G.E., (en aquel momento el título se le concedió con la denominación de duque de la Vega de la Isla de Santo Domingo, que con el tiempo se le conoció simplemente como "duque de la Vega"), fue también i duque de Veragua G.E., ii marqués de la Jamaica y iii Almirante de la Mar Océana, y i Adelantado Mayor de las Indias.

1. Casó con María de Mosquera y Pasamonte.
2. Casó, (viviendo aún su primera mujer), con Ana de Castro y Osorio. Le sucedió su hija:

- Felipa Colón de Toledo y Mosquera († en 1577), ii duquesa de la Vega G.E., ii duquesa de Veragua, III marquesa de la Jamaica, iv Almiranta de la Mar Océana, ii Adelantada Mayor de las Indias.

1. Casó con Diego Colón de Toledo y Pravia. Sin desdendientes de este matrimonio, le sucedió el hijo de María Colón de Toledo, hermana del i duque de la Vega, que había casado con Sancho Folch de Cardona y Ruiz de Lihori, i marqués de Guadalest.

- Cristóbal Colón de Toledo y Cardona († en 1583), iii duque de la Vega G.E., iii duque de Veragua, iv marqués de la Jamaica, ii marqués de Guadalest, v Almirante de la Mar Océana, iii Adelantado Mayor de las Indias. Sin hijos, le sucedió el nieto de la hermana de su madre, Isabel Colón de Toledo, que había casado con Alberto de Portugal y Melo, i conde de Gelves:

- Nuño Colón de Portugal († en 1622), iv duque de la Vega G.E., iv duque de Veragua G.E., v marqués de la Jamaica, vi Almirante de la Mar Océana, iv Adelantado Mayor de las Indias.

1. Casó con Aldonza de Espinosa y Portocarrero. Le sucedió su hijo:

- Álvaro Jacinto Colón de Portugal y Espinosa († en 1636), v duque de la Vega G.E., v duque de Veragua G.E., vi marqués de la Jamaica, vii Almirante de la Mar Océana, v Adelantado Mayor de las Indias.

1. Casó con Catalina de Castro y Portugal Sandoval, v condesa de Gelves, marquesa de Villamizar. Le sucedió su hijo:

- Pedro Nuño Colón de Portugal y Castro (1628-1673), vi duque de la Vega G.E., vi duque de Veragua G.E., vii marqués de la Jamaica, vi conde de Gelves, marqués de Villamizar, viii Almirante de la Mar Océana, vi Adelantado Mayor de las Indias.

1. Casó con Isabel de la Cueva y Enríquez de Cabrera.
2. Casó con María Luisa de Castro y Portugal. Le sucedió su hijo:

- Pedro Manuel Colón de Portugal y de la Cueva (1652-1710), vii duque de la Vega G.E., vii duque de Veragua G.E., viii marqués de la Jamaica, vii conde de Gelves, marqués de Villamizar, ix Almirante de la Mar Océana, vii Adelantado Mayor de las Indias.

1. Casó con Teresa Mariana de Ayala Toledo y Fajardo de Mendoza, i marquesa de San Leonardo, x marquesa de la Mota y iv condesa de Ayala. Le sucedió su hijo:

- Pedro Colón de Portugal y Ayala Toledo († en 1712), viii duque de la Vega G.E., viii duque de Veragua G.E., ix marqués de la Jamaica, marqués de Villamizar, xi marqués de la Mota, ii marqués de San Leonardo, viii conde de Gelves, iv conde de Villalonso, x Almirante de la Mar Océana, viii Adelantado Mayor de las Indias.

1. Casó con María Fernández de Toledo y Aragón. Le sucedió su hermana:

- Catalina Ventura Colón de Portugal y Ayala Toledo (1690-1739), ix duquesa de la Vega G.E., ix duquesa de Veragua G.E., x marquesa de la Jamaica, iii marquesa de San Leonardo, xii marquesa de la Mota, iv marquesa de Tarazona, marquesa de Villamizar, v condesa de Villalonso, ix condesa de Gelves, vi condesa de Ayala, x condesa de Monterrey, xi vizcondesa de Monterrey, xi Almiranta de la Mar Océana, ix Adelantada Mayor de las Indias.

1. Casó con Fernando de Toledo, conde de Villada.
2. Casó con Jacobo Francisco Fitz-James Stuart, ii duque de Berwick, ii duque de Liria y Jérica, etc. Le sucedió su hijo:

- Jacobo Francisco Fitz-James Stuart y Colón de Portugal (1717-1785), x duque de la Vega G.E., x duque de Veragua G.E., iii duque de Berwick G.E., III duque de Liria y Jérica G.E., xiv conde de Lemos G.E., xiii marqués de la Mota, xi marqués de Sarria, xi marqués de la Jamaica, v marqués de Tarazona, iv marqués de San Leonardo, xi conde de Monterrey, xii conde de Andrade, xiii conde de Villalba, x conde de Gelves, vii conde de Ayala, xii Almirante de la Mar Océana, X Adelantado Mayor de las Indias.

1. Casó con María Teresa de Silva y Álvarez de Toledo. Le sucedió su hijo único:

- Carlos Bernardo Fitz-James Stuart y Silva (1751-1787), xi duque de la Vega G.E., xi duque de Veragua G.E., iv duque de Berwick G.E., iv duque de Liria y Jérica G.E., xv conde de Lemos G.E., xii marqués de Sarria, xii marqués de la Jamaica, vi marqués de Tarazona, v marqués de San Leonardo, xiv marqués de la Mota, xiii conde de Andrade, xiv conde de Villalba, xii conde de Monterrey, xi conde de Gelves, viii conde de Ayala, xiii vizconde de Monterrey, xiii Almirante de la Mar Océana, xi Adelantado Mayor de las Indias.

1. Casó con Carolina Augusta zu Stolberg-Gedern, princesa de Hornes.

## Nota
Carlos Jenaro Fitz-James Stuart y Silva, xi duque de la Vega G.E., etc., perdió, en 1787, por sentencia judicial, los títulos que ostentaba procedentes de la casa de Colón, concretamente el ducado de la Vega, el ducado de Veragua, el marquesado de la Jamaica, el Almirantazgo de la Mar Océana y el Adelantazgo Mayor de las Indias, a favor de Mariano Colón de Larreátegui y Jiménez de Embún, que pasó a ser el poseedor legal de dichos títulos.